# Allegro (motorfiets)

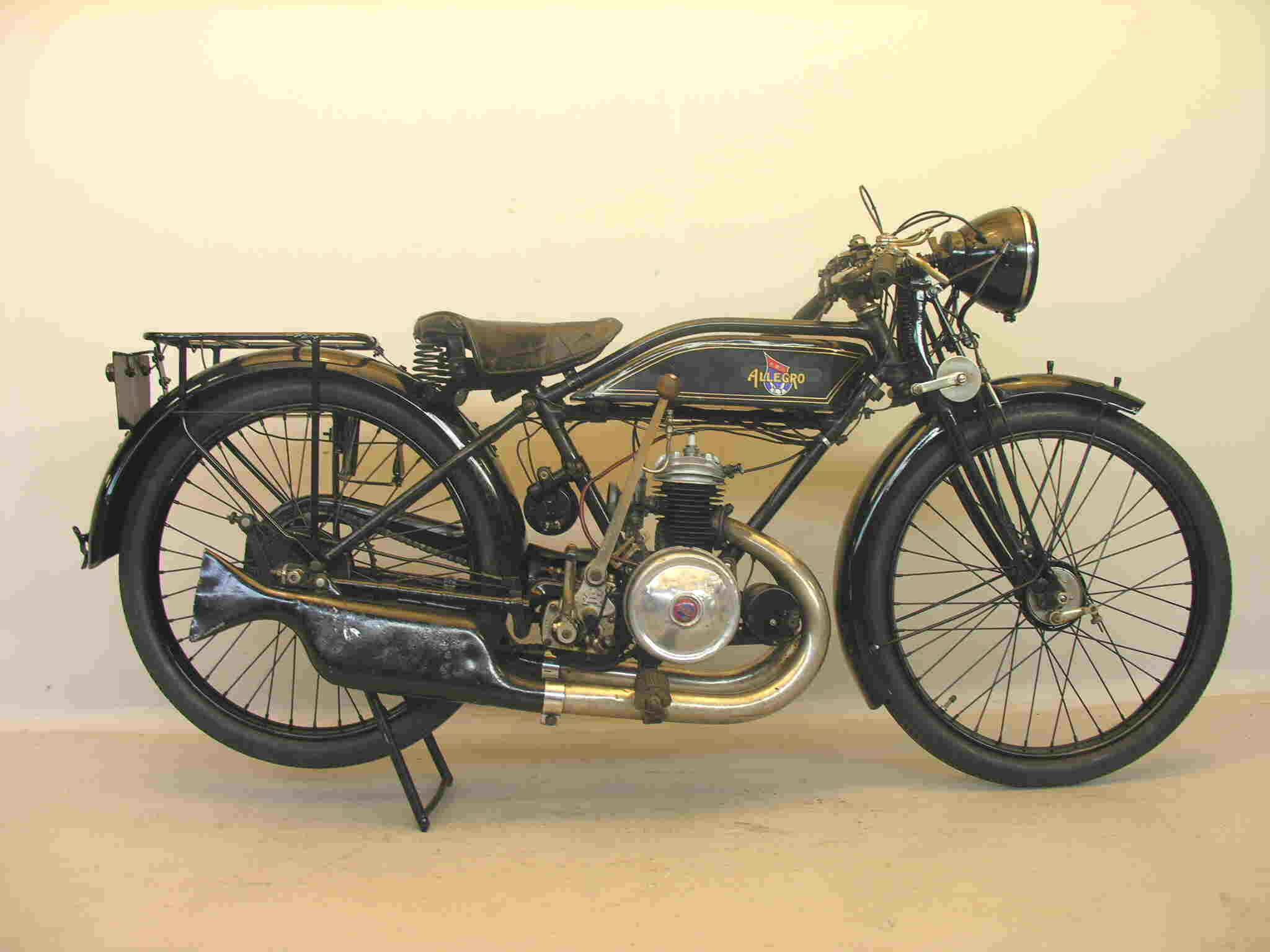
Allegro 1¾ pk uit 1926

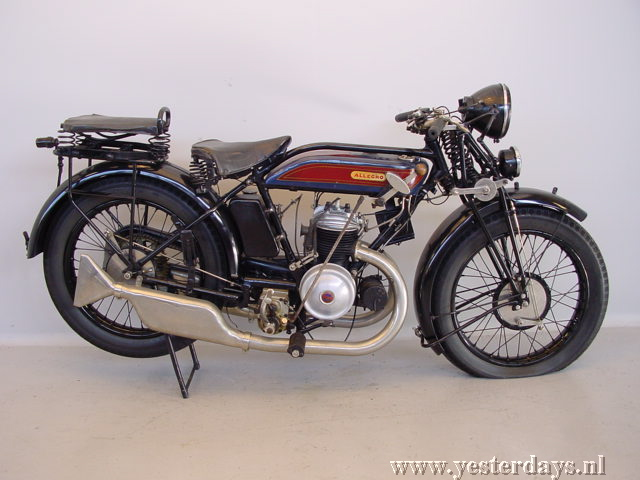
Allegro Touren-Modell uit 1926

Allegro is een historisch motorfietsmerk uit Zwitserland.
De bedrijfsnaam was: Arnold Grandjean, later Cycles Allegro, Neuchâtel.
Arnold Grandjean was een Zwitserse profwielrenner die rond 1912 een fietsenfabriek oprichtte. Vanaf 1923 ging men ook motorfietsen produceren. Grandjean en Bourquin wonnen veel wedstrijden met hun 172cc-wegracers met Villiers-motor. Ook in de serieproductie werden Villiers-blokken van 147- tot 346 cc gebruikt, naast MAG- en Sturmey-Archer-blokken tot 350 cc. In 1932 nam Allegro het merk Moser in St. Aubin over. Na 1945 bouwde men tot in de jaren vijftig lichte motorfietsen met 49- tot 198 cc.